# 6447 Terrycole
A 6447 Terrycole (ideiglenes jelöléssel 1990 TO1) egy kisbolygó a Naprendszerben. Eleanor F. Helin fedezte fel 1990. október 14-én.